# Diocèse d'Essen
Le diocèse d'Essen (en latin Dioecesis Essendiensis) est un diocèse catholique d'Allemagne, situé en Westphalie. Il a son siège à la cathédrale Saints-Côme-et-Damien-et-Marie d'Essen, et est suffragant de l'archidiocèse de Cologne.

## Historique
Il est érigé en 1957, à partir d'une fraction du diocèse de Münster.

## Évêques
- Franz Hengsbach (1957 - 1991)
- Hubert Luthe (de) (1991 - 2002)
- Felix Genn (2003 - 2008)
- Franz-Josef Overbeck (depuis 2009)

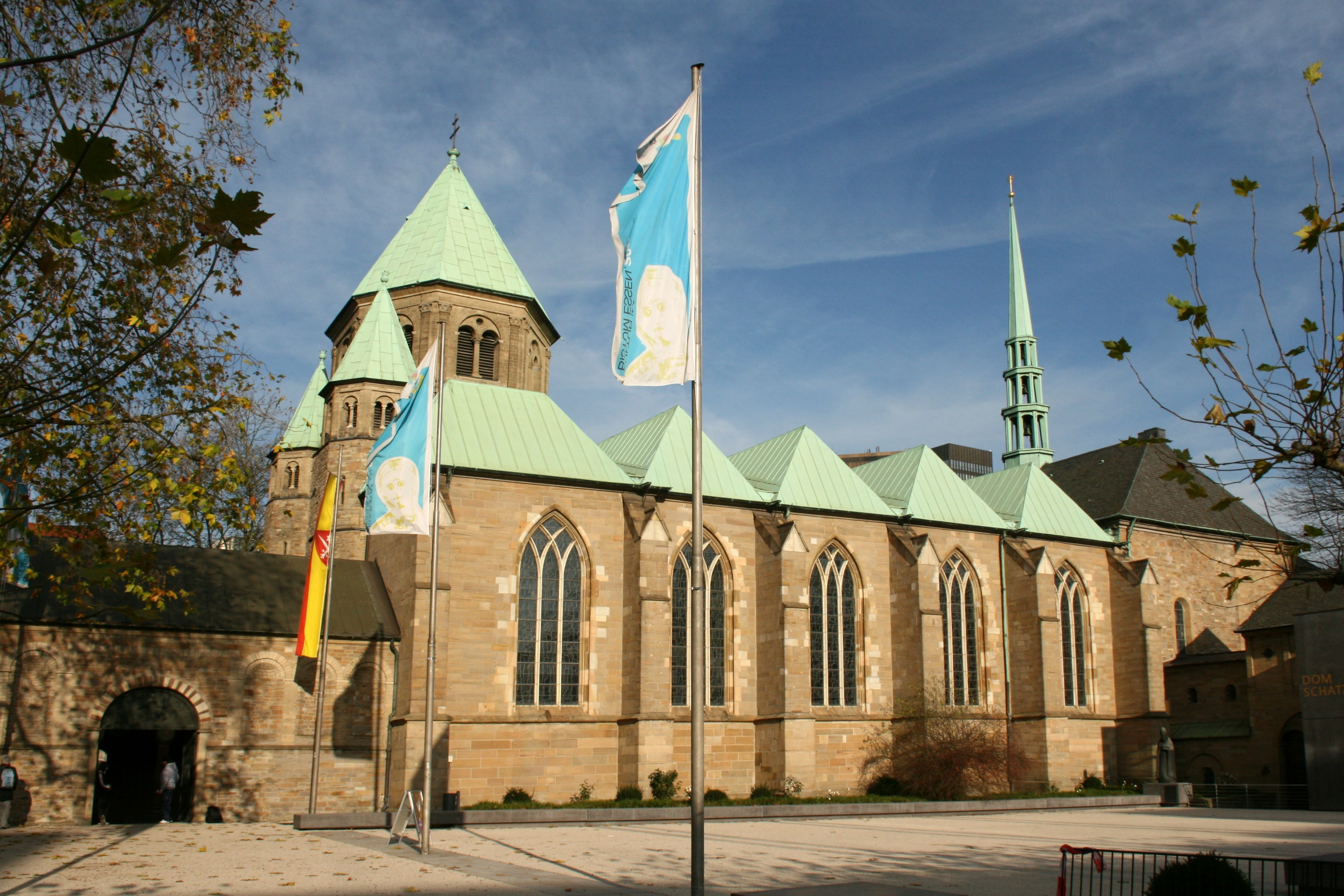
La cathédrale d'Essen.